# Америка Алонсо
Америка Алонсо (исп. América Alonso, настоящее имя Мария Голяховская, исп. María Golajovski Zaicev; 4 декабря 1936, Крушевац, Королевство Югославия — 14 мая 2022, Майами, США) — венесуэльская актриса.
Родилась в семье эмигрантов из России — инженера и оперной певицы. По окончании Второй мировой войны после установления в Югославии коммунистического режима семья оказалась в заключении, отец девочки погиб. В 1948 году мать будущей актрисы вместе с ребёнком эмигрировала в Венесуэлу. Мария посещала школу в Каракасе, рядом с которой находилось театральное училище; здесь она встретилась с актрисой и театральным педагогом Хуаной Сухо, также русского происхождения, и училась у неё как актёрскому мастерству, так и профессиональному владению испанским языком.
Свой первый исполнительский опыт приобрела, выступая под руководством Сухо в различных учебных заведениях, затем дебютировала в Народном национальном театре (исп. Teatro Nacional Popular) в постановке по пьесе Алехандро Касоны «Наша Наташа» (1952). Судьбоносным для карьеры актрисы стало приглашение в 1953 году на только что созданный телеканал RCTV для игры в телесериалах. Завоевала широкое признание уже первыми ролями — прежде всего, в сериале «Безумная Лус Кабальеро» (исп. La loca Luz Caraballo), за роль в котором была признана в 1955 году лучшей венесуэльской телевизионной актрисой года (премия «Золотой Гуаикайпуро»). Для работы на телевидении взяла псевдоним, выбрав фамилию в честь балерины Алисии Алонсо. В 1956 году дебютировала в кино в картине Сесара Энрикеса «Барабаны на холме». Многолетнее сотрудничество связало Америку Алонсо с драматургом и режиссёром Романом Чальбо: в 1958 году она сыграла в его пьесе «Реквием затмению» (исп. Réquiem para un eclipse), в 1967 году — в его же «Ужасных ангелах» (исп. Los ángeles terribles, премьера на Третьем фестивале венесуэльского театра, приуроченном к 400-летию Каракаса), а в 1982 году одной из важнейших её кинематографических ролей стала роль сеньоры Исмении, матери похищенного ребёнка, в криминальной драме Чальбо «Краб». Заметным событием в венесуэльской культуре стало в 1967 году мультимедийное шоу «Образ Каракаса» (исп. Imagen de Caracas, постановка Хакобо Борхеса, также к 400-летию города) с участием Америки Алонсо. В середине 1970-х гг. Алонсо сделалась одной из центральных фигур каракасской театральной сцены, выступая в заглавных ролях в таких пьесах, как «Мария Стюарт» Фридриха Шиллера и «Гедда Габлер» Генрика Ибсена. Сделав перерыв в сценической карьере на время жизни в Италии, где её второй муж Даниэль Фариас занимал должность атташе по культуре в посольстве Венесуэлы, в начале 1980-х гг. Алонсо вернулась в Каракас и открыла вместе с Фариасом собственную антрепризу, в которой сотрудничала с режиссёром и драматургом Хосе Игнасио Кабрухасом. Она также снималась в различных телевизионных шоу, в том числе в популярной телепередаче для дошкольников Sopotocientos (с исп. — «“мильон”, очень много»). В течение двух лет Алонсо гастролировала по всей Венесуэле с моноспектаклем «Прощай же, Каракас» (исп. Adiós pues, Caracas).
В последние годы жизни жила в эмиграции в Майами вместе с двумя сыновьями от первого брака.